# Skupina galaxií Velká medvědice
Skupina galaxií Velká medvědice (anglicky Ursa Major Cluster) je bohatá skupina galaxií v souhvězdí Velké medvědice, která je součástí Místní nadkupy galaxií. Od Země je vzdálená přibližně 55 milionů světelných let a převážnou většinu v této skupině tvoří spirální galaxie. Na obloze má tato oblast rozměry asi 20° × 10°.
Některé zdroje tuto skupinu rozdělují na dvě podskupiny označované jako UMa N (severní Velká medvědice) a UMa S (jižní Velká medvědice). Nejjasnějšími členy severní podskupiny jsou NGC 3631, NGC 3953 a Messier 109 (tato podskupina se někdy značí jako skupina galaxií M 109), v jižní podskupině vystupují NGC 3726, NGC 3938 a NGC 4051. Severní podskupina zahrnuje přibližně 32 velkých galaxií a jižní skupina asi 28, celkem tedy 60 velkých a několik stovek malých galaxií.
Na jihovýchodě s jižní podskupinou sousedí skupina Honicích psů II, která leží trochu blíže k Zemi než skupina galaxií Velká medvědice.

## Galerie obrázků

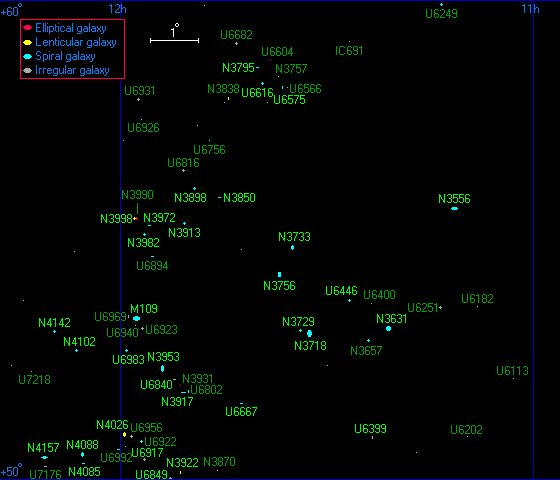
Rozmístění galaxií v severní části
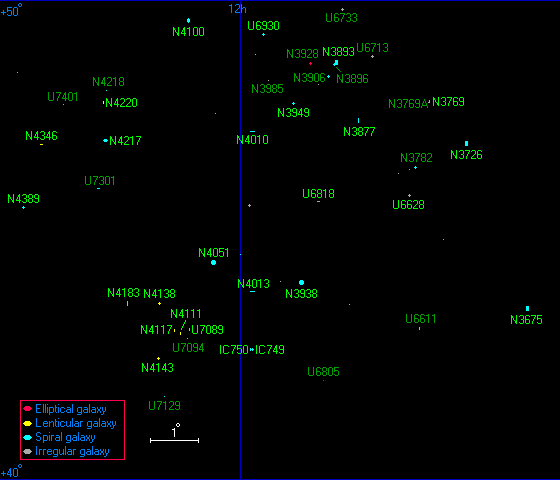
Rozmístění galaxií v jižní části